# 岐阜県災害拠点病院
岐阜県災害拠点病院（ぎふけんさいがいきょてんびょういん）は、岐阜県にある災害時の救急医療の拠点となる災害拠点病院。

## 概要
県内や近県で災害が発生し、通常の医療体制では被災者に対する適切な医療を確保することが困難な状況となった場合に、岐阜県知事の要請により傷病者の受け入れや医療救護班の派遣等を行う。
岐阜県はこれまで基幹災害医療センター1カ所（岐阜県総合医療センター）、各2次医療圏ごとに地域災害医療センターを1カ所ずつ指定しての運用だったが、東北地方太平洋沖地震を受けて各医療圏ごとに複数の病院を指定することとし、2011年(平成23年)10月26日、岐阜大学医学部附属病院など5病院を新たに指定した。岐阜大学病院は基幹災害医療センター、他の4病院は地域災害医療センターとなる。2014年(平成26年)9月26日、新たに久美愛厚生病院が指定された。

## 拠点病院の条件
- 建物が耐震耐火構造であること。
- 資器材等の備蓄があること。
- 応急収容するために転用できる場所があること。
- 応急用資器材、自家発電機、応急テント等により自己完結できること(外部からの補給が滞っても簡単には病院機能を喪失しないこと)。
- 近接地にヘリポートが確保できること。

## 病院一覧
| 病院名                         | 住所                     | DMAT | 救命 | 2次医療圏 |
| ------------------------------ | ------------------------ | ---- | ---- | --------- |
| 岐阜県総合医療センター（基幹） | 岐阜市野一色4-6-1        | ○    | ○    | 岐阜      |
| 岐阜大学医学部附属病院（基幹） | 岐阜市柳戸1-1            | ○    | ○    | 岐阜      |
| 岐阜市民病院                   | 岐阜市鹿島町7-1          | ○    | ×    | 岐阜      |
| 岐阜赤十字病院                 | 岐阜市岩倉町3-36         | ○    | ×    | 岐阜      |
| 松波総合病院                   | 羽島郡笠松町田代185-1    | ○    | ○    | 岐阜      |
| 大垣市民病院                   | 大垣市南頬町4-86         | ○    | ○    | 西濃      |
| 西濃厚生病院                   | 揖斐郡大野町下磯293番地1 | ○    | ○    | 西濃      |
| 中濃厚生病院                   | 関市若草通5-1            | ○    | ○    | 中濃      |
| 中部国際医療センター           | 美濃加茂市健康のまち1-1  | ○    | ○    | 中濃      |
| 岐阜県立多治見病院             | 多治見市前畑町5-161      | ○    | ○    | 東濃      |
| 総合病院中津川市民病院         | 中津川市駒場1522-1       | ○    | ×    | 東濃      |
| 高山赤十字病院                 | 高山市天満町3-11         | ○    | ○    | 飛騨      |
| 久美愛厚生病院                 | 高山市中切町1-1          | ○    | ×    | 飛騨      |